# Julius Theodor Baedeker

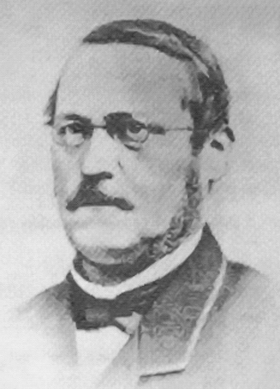
Julius Theodor Baedeker

Julius Theodor Baedeker (auch Bädeker) (geboren am 18. Dezember 1814 in Witten; gestorben am 26. März 1880 in Iserlohn) war ein deutscher Buchhändler und Verleger.

## Leben
Julius Baedeker war der Sohn des Apothekers Friedrich Wilhelm Justus Baedeker (1788–1865) und von Amalia Friederika Arnoldina (Friederike) Sybel (1786–1866). Seine Ausbildung als Buchhändler machte er bei W. Langewiesche in Iserlohn. 1837 trat er als Einjährigfreiwilliger seinen Dienst an. Für kurze Zeit war er Student an der Universität Halle, um Geschichte und Philosophie zu hören. 
Er war der Neffe von Gottschalk Diedrich Baedeker und führte nach dessen Tod 1841 dessen Firma in Essen bis zum 1. Januar 1844 weiter, bis dessen Söhne Eduard (1817–1879) und Julius Baedeker Inhaber wurden. Am 1. November 1843 gründete er in Elberfeld die „Buch- und Kunsthandlung Julius Baedeker“. Neben dem Verlag gab der die „Elberfelder Zeitung“ und „Blätter für weibliche Bildung“ heraus. 1845 stand er in Verbindung mit Moses Hess und Friedrich Engels.
Am 13. Juni 1845 heiratete er Bertha Carolina Hermina Obertüschen (1824–1856). Aus der Ehe gingen vier Kinder hervor: Maria Emilia (Emmy) Baedeker (geb. 1846), Hugo Friedrich Johann Baedeker (1847–1904), Paul Baedeker (geb. 1851) und Franz Julius Baedeker (geb. 1855). Er war Mitglied der Freimaurerlogen Hermann zum Lande der Berge in Elberfeld seit 1845 und Zur Deutschen Redlichkeit  in Iserlohn seit 1853. Johann Jakob Kruse unterstützte Julius Baedeker ab 1847 bei der Herausgabe der Zeitung „Iserlohner Wochenblatt“.
Sein Sohn Hugo Baedeker wurde Mitinhaber des Verlags „Julius Baedeker“ in Iserlohn und später in Leipzig. Julius Theodor Baedeker starb am 26. März 1880 in Iserlohn. Er wurde auf dem Hauptfriedhof Iserlohn begraben.
In der Datenbank Kalliope sind Briefe von ihm mit den Standorten an Wilhelm von Kaulbach, Carl Joseph Anton Mittermaier, Ludwig Elbers, Robert von Schlagintweit, Friedrich Wilhelm Thiersch, Heinrich Kruse, Adalbert Kuhn, Justus von Liebig, Friedrich Albert Lange und Hans Vaihinger nachgewiesen. 
Nach ihm ist die Baedeker-Straße in Witten und Iserlohn benannt.

## Auswahl verlegter Werke
- Gesellschaftsspiegel. Organ zur Vertretung der besitzlosen Volksklassen und zur Beleuchtung der gesellschaftlichen Zustände der Gegenwart. Julius Baedeker, Elberfeld 1845–1846.[7]
- Hüllmann: Reden für Meister und Gesellen bei Aufrichtung von Gebäuden. Julius Baedeker, Elberfeld und Iserlohn 1847. MDZ Reader
- C. Hecker: Der Aufstand zu Elberfeld, im Mai 1849, und mein Verhältniß zu demselben. In Commission Julius Baedeker, Elberfeld 1849. MDZ Reader
- Friedrich Wilhelm Böcker: Memoranda der gerichtlichen Medicin. Mit besonderer Berücksichtigung der neueren Deutschen, Preußischen und Rheinischen Gesetzgebung. Als Leitfaden zu seinen Vorlesungen und zum Gebrauche für Ärzte und Juristen bearbeitet. Julius Baedeker, Iserlohn u. Elberfeld 1854. MDZ Reader
- Friedrich Hadrian Josef Thesmar: Die Lage des preußischen Vaterlandes bei dem Schlusse der Legislaturperiode im J. 1855. Bädekersche Buch- und Kunsthandlung, Elberfeld 1855. MDZ Reader
- Gotthelf Huyssen: Die Feste der christlichen Kirche. Ein Buch für evangelische Familien. Julius Bädeker, Iserlohn 1856. MDZ Reader
- Friedrich Roeber: Tristan und Isolde. Eine Tragödie in Arabesken. Julius Baedeker, Elberfeld 1856. Digitalisat
- Ludwig Jacobi: Das Berg-, Hütten- und Gewerbe-Wesen des Regierungs-Bezirkes Arnsberg in statistischer Darstellung. Nebst einer Hütten- und Gewerbe-Karte des Regierungs-Bezirks. J. Bädeker, Iserlohn 1857. Digitalisat
- Adolf Schults: Gedichte. 3. verm. Auflage. Julius Bädeker, Iserlohn 1857. MDZ Reader
- Carl Siebel: Gedichte. 2. vermehrte Auflage. Julius Bädeker, Iserlohn 1859. Digitalisat
- Carl Fuhlrott: Die Höhlen und Grotten in Rheinland-Westphalen nebst Beschreibung und Plan der neu entdeckten prachtvollen Dechen-Höhle. J. Bädeker, Iserlohn 1869. MDZ Reader
- Friedrich Albert Lange: Geschichte des Materialismus und Kritik seiner Bedeutung in der Gegenwart. Verlag J. Baedeker, Iserlohn 1873. MDZ Reader
- Hans Vaihinger: Hartmann, Dühring und Lange. Zur Geschichte der deutschen Philosophie im XIX. Jahrhundert. Ein kritischer Essay. J. Baedeker, Iserlohn 1876. ULB Münster
- Henriette Davidis: Der Küchen – und Blumen-Garten für Hausfrauen nach Monaten geordnet. 13. Aufl. Julius Bädeker, Iserlohn 1880.
- Friedrich Albert Lange: Geschichte des Materialismus und Kritik seiner Bedeutung in der Gegenwart. Besorgt und mit biographischem Vorwort versehen von Hermann Cohen. Wohlfeile Ausgabe. Zweites Tausend. J. Baedeker, Iserlohn und Leipzig 1887.